# Victoria Falls
Victoria Falls es una ciudad en la provincia de Matabelelandia Septentrional, Zimbabue. Se encuentra en la orilla sur del río Zambeze, en el extremo occidental de las Cataratas Victoria. Está conectado por carretera y ferrocarril a Hwange (a 109 km) y Bulawayo (distancia 440 kilómetros), ambos en el sureste.
Según el censo de población de 1982, la ciudad tenía una población de 8114 personas, este se elevó a 16 826 en el censo 1992. El aeropuerto de Victoria Falls se encuentra 18 km al sur de la ciudad y tiene servicios internacionales a Johannesburgo y Namibia.
El asentamiento comenzó a poblarse en 1901, cuando se exploró la posibilidad de utilizar la energía hidroeléctrica de la cascada, y se expandió cuando el ferrocarril de Bulawayo llegó a la ciudad poco antes de que el Puente de las Cataratas Victoria fuese inaugurado en abril de 1905, conectando Zimbabue a lo que hoy es Zambia. Se convirtió en el principal centro turístico de las Cataratas, que experimenta auge económico de la década de 1930 hasta la década de 1960 y también a principios de los años 1990.
Desde finales de 1990, debido a la inestabilidad política y económica de Zimbabue, la base principal para el turismo de Victoria Falls se ha trasladado sobre todo a través de la frontera a Livingstone, en Zambia.

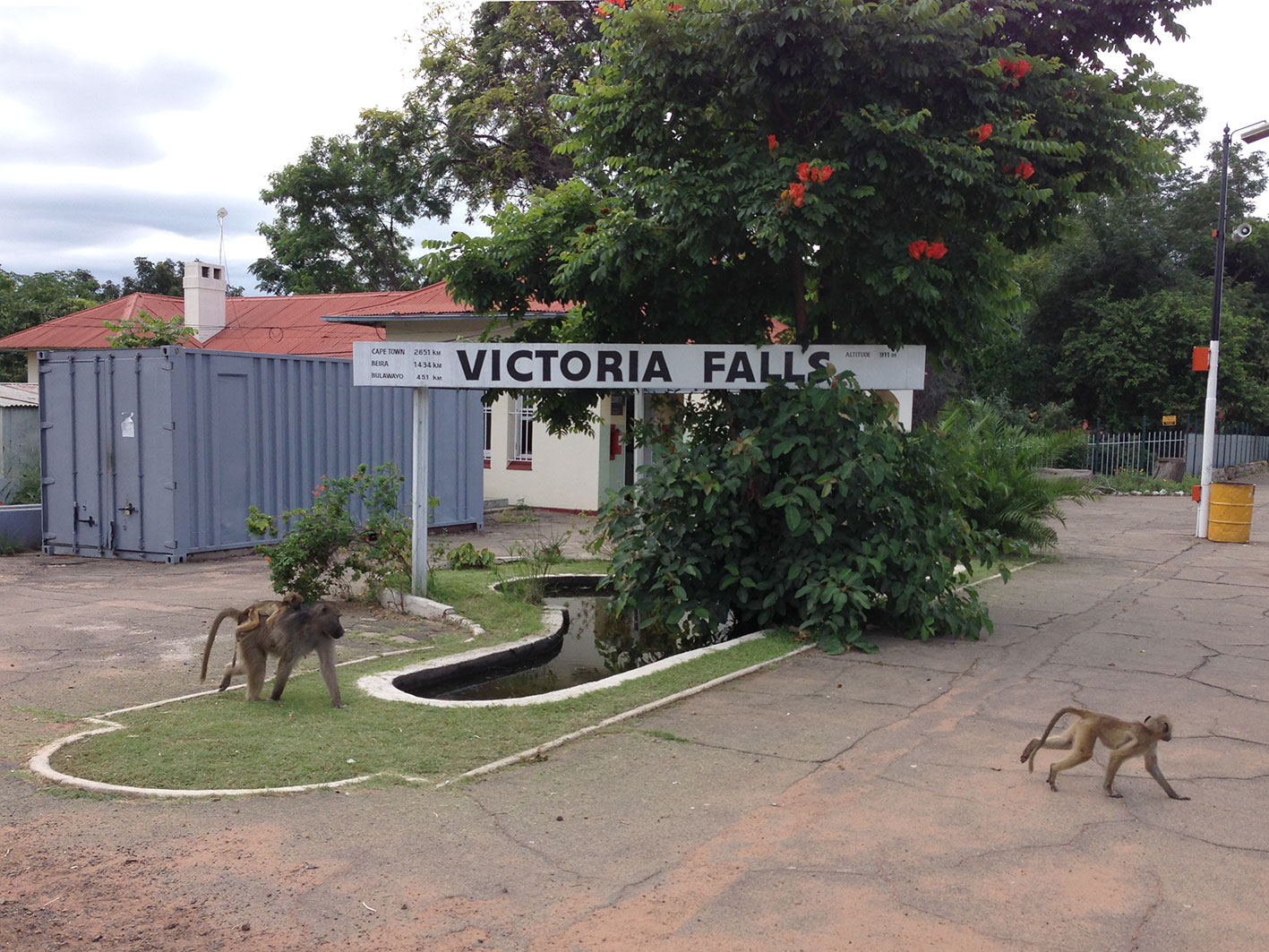
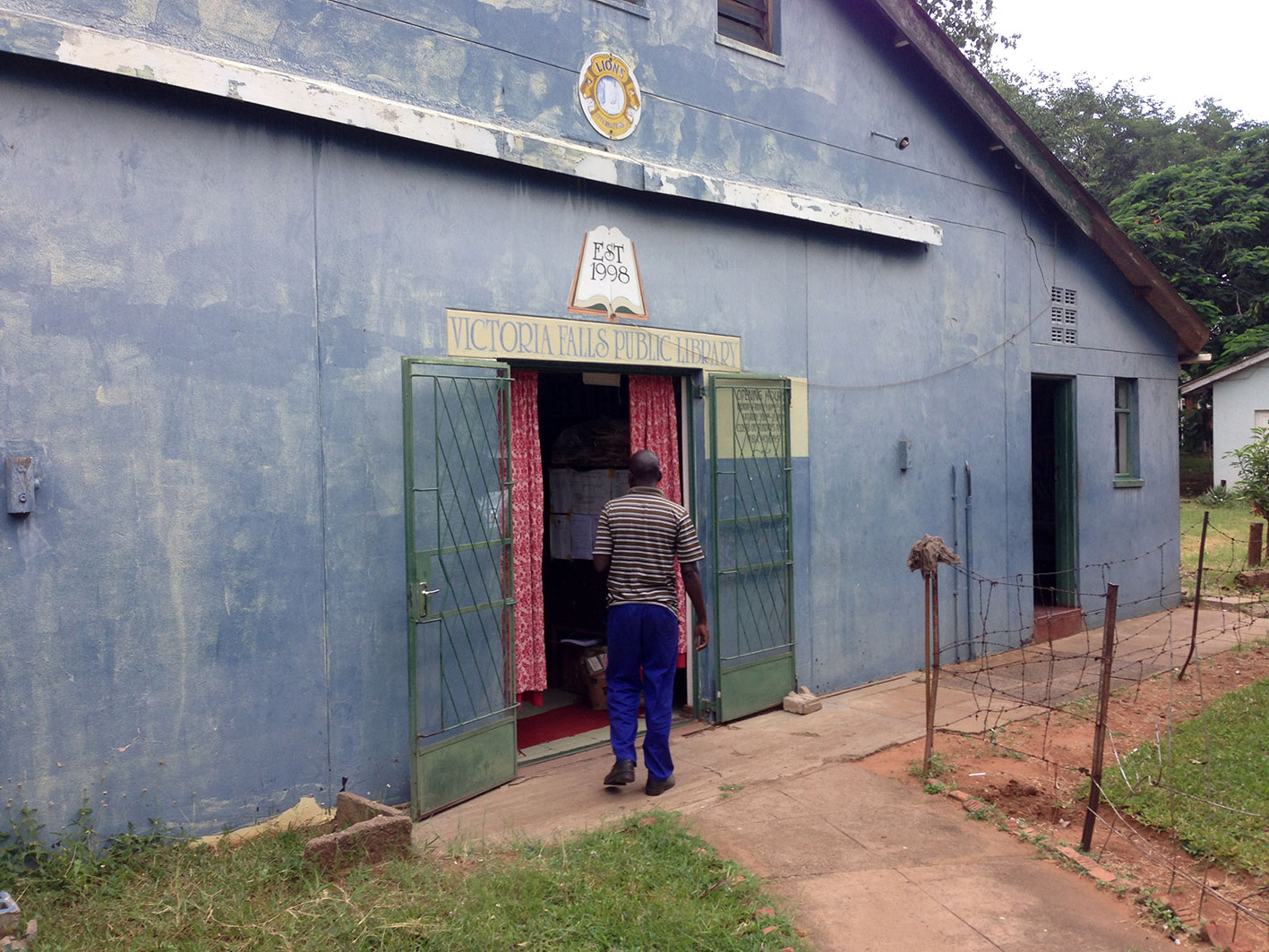
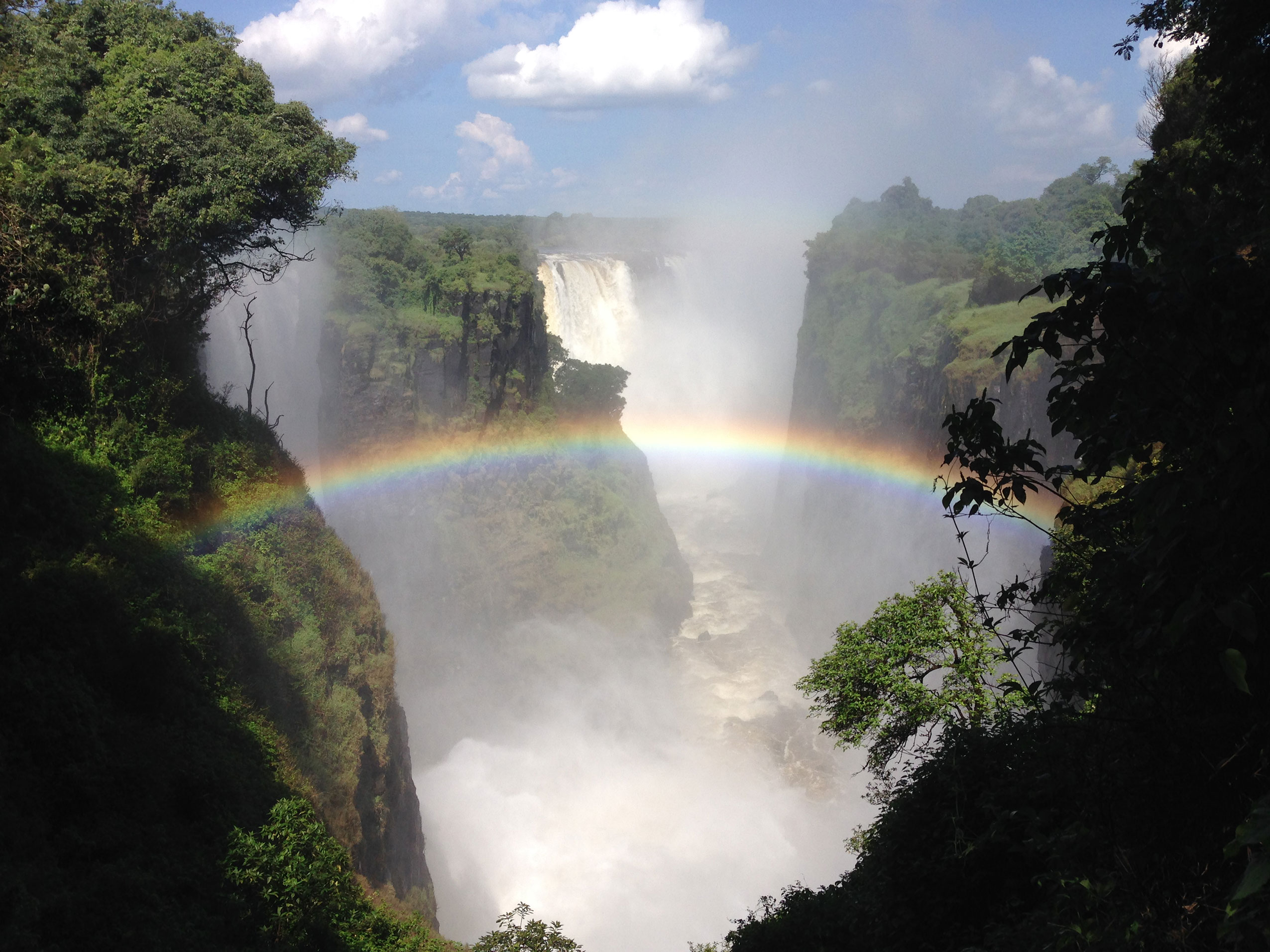

- Datos: Q1393804
- Multimedia: Victoria Falls (city) / Q1393804